# سوق الحمام (بني العوام)

تعديل مصدري - تعديل

سوق الحمام هي إحدى قرى عزلة العريف بمديرية بني العوام التابعة لمحافظة حجة، بلغ تعداد سكانها 140 نسمة حسب تعداد اليمن لعام 2004.